# Aliocha Schneider

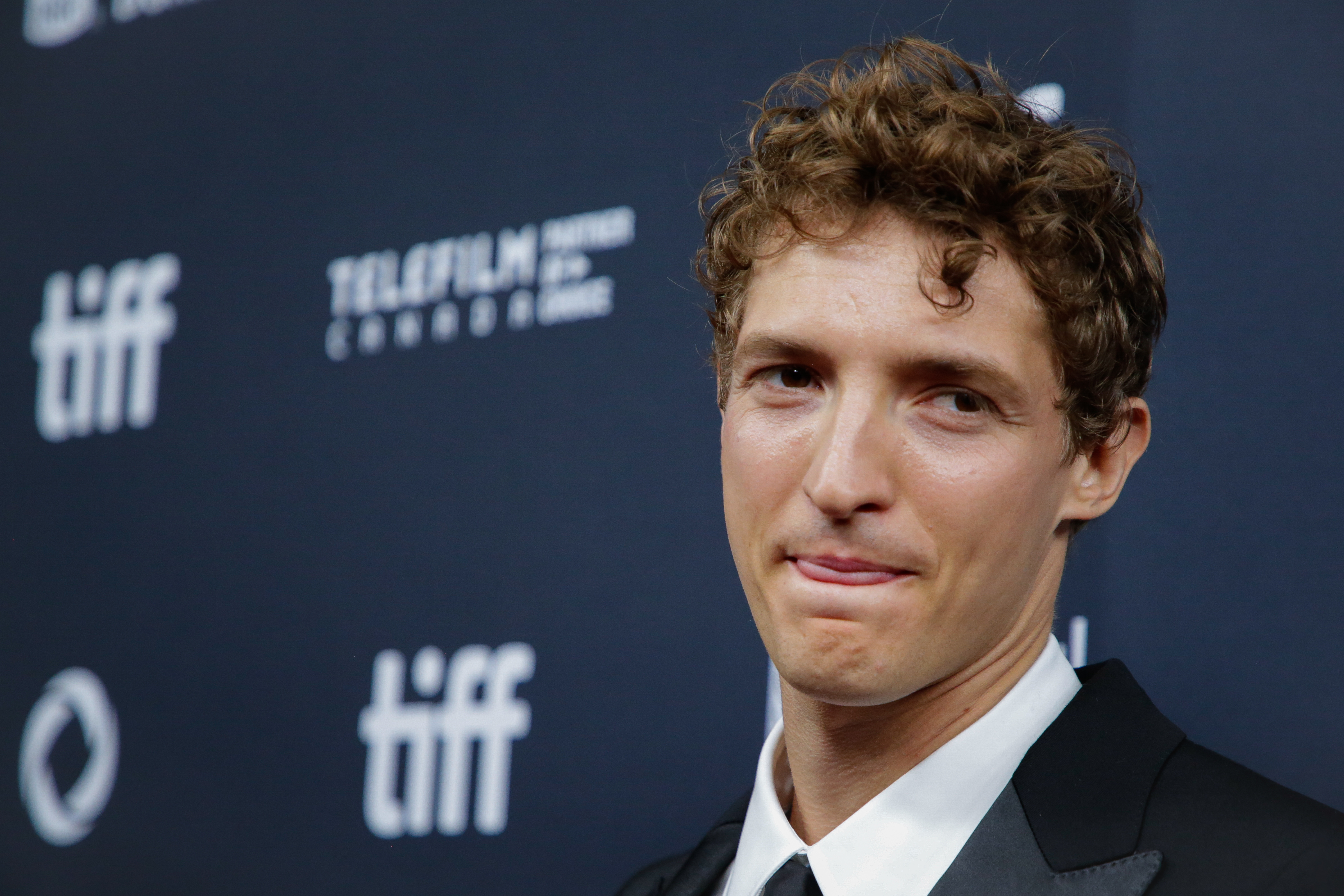
Aliocha Schneider (2024)

Aliocha Schneider (* 21. September 1993 in Paris) ist ein französisch-kanadischer Singer-Songwriter und Schauspieler.

## Leben
Aliocha Schneider wurde 1993 in Paris geboren. Seine Eltern sind das ehemalige Mannequin Isabelle Schneider und Jean-Paul Schneider, ein kanadischer Schauspieler, Regisseur und Gründer einer Theaterschule in Montréal. Sie verließen Frankreich und zogen mit ihren Kindern nach Kanada. Aliocha Schneiders sechs Jahre älterer Bruder Niels ist ebenfalls Schauspieler. Auch ihr älterer Bruder Vadim war als Schauspieler tätig. Er verunglückte 2003 auf dem Weg zu den Dreharbeiten für die Fernsehserie Matchball für die Liebe tödlich. Ihre Brüder Volodia und Vassili sammelten ebenso Erfahrungen in Film und Fernsehen.
Bereits mit 10 Jahren nahm Aliocha Schneider Gesangsunterricht und schrieb mit 16 Jahren seine ersten eigenen Lieder, die von US-amerikanischen und britischen Singer-Songwritern wie Bob Dylan, Eliott Smith, Nick Drake und Scott Matthew beeinflusst waren. Seine erste Filmrolle erhielt er in Maman ist kurz beim Friseur der kanadischen Regisseurin Léa Pool. Ab 2009 war er in insgesamt 20 Folgen der Fernsehserie Tactik: Pique-Assiette in der Rolle von Carl zu sehen und im darauffolgenden Jahr in 15 Folgen der Fernsehserie Yamaska. Es folgten die französischen Fernsehserien Vampires und Everything is Fine, größere Filmrollen in dem Coming-out-Drama Closet Monster des kanadischen Regisseurs Stephen Dunn und in Bonjour Tristesse von Durga Chew-Bose nach dem gleichnamigen Roman von Françoise Sagan sowie Hauptrollen in Music von Angela Schanelec und der Tragikomödie Family Therapy von Sonja Prosenc.
Schneiders erstes Musikalbum mit dem Titel Eleven Songs erschien 2017 bei Audiogram. Im Jahr 2020 folgte ein zweites Album, Naked. Sein drittes Album mit dem Titel Alyocha Schneider erschien im September 2023 wiederum bei Audiogram.
Gemeinsam mit seiner Freundin, der kanadischen Singer-Songwriterin Charlotte Cardin, veröffentlichte er im Sommer 2023 das Chanson Ensemble, das in Frankreich ein großer Erfolg wurde und in der Werbung der französischen Eisenbahngesellschaft SNCF zum Einsatz kommt.

## Filmografie
- 2008: Maman ist kurz beim Friseur (Maman est chez le coiffeur)
- 2009–2010: Tactik: Pique-Assiette (Fernsehserie, 20 Folgen)
- 2010: La dernière fugue
- 2010: Le journal d’Aurélie Laflamme
- 2010–2013: Yamaska (Fernsehserie, 15 Folgen)
- 2013: Les 4 soldats
- 2015: Closet Monster
- 2020: Vampires (Fernsehserie, 6 Folgen)
- 2021: Germinal (Fernsehsechsteiler)
- 2023: Music
- 2023: Everything is Fine (Tout va bien, Fernsehserie, 8 Folgen)
- 2024: Bonjour Tristesse
- 2024: Family Therapy

## Auszeichnungen
Preis der deutschen Filmkritik
- 2024: Nominierung für die Beste Musik (Music)[5]

Tribeca Film Festival
- 2024: Nominierung für die Beste schauspielerische Leistung im International Narrative Competition (Family Therapy)